# A háborúról
A háborúról (német eredeti címén Vom Kriege) Carl von Clausewitz 1832-ben megjelent hadtudományi műve.

## Keletkezése
Clausewitzet lenyűgözte az, ahogyan a francia forradalom vezetői, különösen Napóleon, megváltoztatták a hadviselést azáltal, hogy képesek voltak motiválni a lakosságot és hozzáférni az állam teljes erőforrásaihoz, így a háborút a korábbinál jobban kiterjesztették. Úgy vélte, hogy a csatában az erkölcsi erők nagyban befolyásolják annak kimenetelét. Clausewitz ebben a könyvében írta körül először a háború köde kifejezés tartalmát.
Clausewitz jól képzett volt, és erősen érdeklődött a művészet, a történelem, a tudomány és az oktatás iránt. Hivatásos katona volt, aki élete jelentős részét Napóleon ellen harcolva töltötte. Megtapasztalta a francia forradalmi hadseregek (1792-1802) lendületét a régi rend kényszerrel toborzott hadseregeivel szemben. A politikai és katonai tapasztalataiból nyert meglátásai, valamint az európai történelem alapos ismerete szolgáltatta művének alapját. Különböző gondolatainak illusztrálására történelmi példák sokaságát használta fel. Napóleon és Nagy Frigyes kiemelkedő szerepet játszanak, mivel igen hatékonyan használták ki a terepet, a mozgást és a rendelkezésükre álló erőket.

## Magyar kiadásai
A könyv több magyar kiadásban is megjelent. Először Hazai Samu fordításában 1892-ben látott napvilágot az Athenaeum Irodalmi és Nyomdai Rt. kiadásában.
- A háborúról 1–8. könyv. Clausewitz Károly hátrahagyott műve; ford., jegyz., Hazai Samu, Hamary Béla; Pesti Könyvnyomda, Bp., 1892–94
- A háborúról; ford., jegyz. Hazai Samu; Athenaeum, Bp., 1917 (hasonmásban: 2005)
- A háborúról, 1–2.; ford., jegyz. Réczey Ferenc; Zrínyi Katonai, Bp., 1961–62
- A háborúról, ford. Hazai Samu, Göttinger, Veszprém, 1999
- A háborúról; ford. Szabó Júlia; Zrínyi, Bp., 2014

## Fordítás
Ez a szócikk részben vagy egészben  az   On War című angol Wikipédia-szócikk fordításán alapul.  Az eredeti cikk szerkesztőit annak laptörténete sorolja fel. Ez a jelzés csupán a megfogalmazás eredetét és a szerzői jogokat jelzi, nem szolgál a cikkben szereplő információk forrásmegjelöléseként.